# Jurij Linnik
Jurij Vladimirovitj Linnik (ryska: Юрий Владимирович Линник), född 8 januari 1915 i Bila Tserkva, Lillryssland, Kejsardömet Ryssland (i dagens Ukraina), död 30 juni 1972, var en sovjetisk nationalekonom. Han var professor i statistik och nationalekonom vid Leningrads universitet. Han invaldes 10 mars 1971 som utländsk ledamot av svenska Vetenskapsakademien.

### Tryckt litteratur
- Kungl. vetenskapsakademien, Matrikel 1972. Stockholm: Kungl. Vetenskapsakademien. 1972. sid. 33. ISSN 0302-6558 Libris 3638900